# جوجل كروم لأندرويد
جوجل كروم لأندرويد هو إصدار من جوجل كروم تم إصداره لنظام تشغيل أندرويد. في 7 فبراير 2012، أطلقت جوجل كروم النسخة التجريبية Chrome Beta لأجهزة أندرويد أيس كريم ساندويتش، لبلدان محددة. تم إصدار الإصدار الثابت الأول من المتصفح في 27 يونيو 2012.

## وصلات خارجية
- الموقع الرسمي